# Kasteel van Créminil
Het Kasteel van Créminil (Frans: Château de Créminil) is een kasteel in de Franse gemeente Estrée-Blanche.